# العقاقير المخدرة في تجربة حل المشاكل
العوامل المخدرة في تجربة حل المشاكل عبارة عن دراسة صُمّمت لتقييم ما إذا كان استخدام مادة مخدرة ذات تأثير داعم يمكن أن يؤدي إلى تحسين الأداء في حل المشاكل المهنية، وقيس تغيّر الأداء عن طريق التقارير الشخصية، والاستبيانات، والحلول التي حصل عليها المشاركون للمشاكل المهنية، والبيانات النفسية باستخدام عدة اختبارات، هي اختبار إبداع برودو، وتصور ميلر للأشياء، واختبارات ويتكنز للأرقام الضمنية.
كانت هذه التجربة بمثابة تجربة مرشدة، تُبعت بدراسات شاهدة كجزء من الدراسات الاستكشافية حول موضوع استخدام العقاقير المخدرة، والتي توقفت في بدايات عام 1966 عندما أعلنت إدارة الغذاء والدواء قرار إيقاف الأبحاث على البشر كاستراتيجية لمكافحة التعاطي غير المشروع.

## الإجراءات المُتّبعة
أُجريت تجربة تمهيدية قبل بضعة أسابيع من التجربة الفعلية، وتألفت من مجموعتين في كل منهما أربعة مشاركين، وعملوا على حل مشكلتين من اختيار موظفي البحث. تكونت المجموعة الأولى من أربعة أشخاص من ذوي الخبرة المهنية في الهندسة الكهربائية والتصميم الهندسي والإدارة الهندسية وعلم النفس. أعطيوا 50 ميكروغرامًا من عقار ثنائي إيتيل أميد حمض الليسرجيك (مركب كيميائي مهلوس)، بينما تكوّنت المجموعة الثانية من أربعة باحثين في مجال الهندسة، ثلاثة منهم لديهم خلفية في مجال الإلكترونيات، وواحد منهم في مجال الميكانيك، وأعطيوا 100 ميلليغرام من الميسكالين.
كان للمجموعتين أفكار مُفيدة، ولكن حسب فيدمان، لم يكن للمشاركين مصلحة شخصية فعلية في نتائج الدورة؛ ما أثر سلبًا على فعالية الأفكار؛ لذلك ركّزت الدراسة الفعلية على المشاكل المهنية الشخصية التي كان المشاركون متحمسين لحلّها.
أجريت التجربة في عام 1966 في مبنى تابع للمؤسسة الدولية للدراسات المتقدمة، في مينلو بارك، في كاليفورنيا، من قبل فريق ضمّ ويليس هارمان، وروبرت مكيم، وروبرت موغار، وجيمس فيدمان، ومايرون ستوماروف، وتألف المشاركون في الدراسة من 27 ذكر يعملون في مهن متنوعة: 16 مهندسًا، وأخصّائي فيزياء هندسية واحد، وعالمَي رياضيات، ومهندسَين معماريَين، وعالم نفس واحد، ومصمم أثاث، وفنان تجاري، ومدير مبيعات، ومدير شؤون موظفين. تسعة عشر شخصًا منهم لم يكن لديهم تجربة سابقة مع المخدرات، ويجب على كل مشارك أن يطرح مشكلة مهنية كان يعمل عليها منذ ثلاثة أشهر على الأقل، ولديه الرغبة في حلها.
لوحظ عمومًا أن خصائص تجربة الأدوية المخدرة تعمل في نفس الوقت مع، وضد الفرضية القائلة أنه يمكن استخدام الدواء لتحسين الأداء، لذلك كانت الخطة أن يُجرى البحث بشكل يوفّر بيئة من شأنها تحسين الأداء إلى أكبر درجة، مع تقليل الآثار التي قد تعيق الأداء الفعال إلى أدنى درجة.
اجتمعت كل مجموعة في جلسة مسائية قبل عدة أيام من التجربة، تلقوا التعليمات، وقدموا أنفسهم، ومشاكلهم التي لم تُحلّ بعد إلى المجموعة، ونُظّم أيضًا إجراء اختبارات تُحَلّ على ورقة بالقلم الرصاص لمدة ساعة كاملة تقريبًا، وفي بداية يوم التجربة، أُعطي المشاركون 200 ميلليغرام من سلفات الميسكالين (جرعة خفيفة إلى حد ما مقارنة بالجرعات المستخدمة في التجارب لإحداث تجارب باطنية، أو صوفية)، وبعد بضع ساعات من الاسترخاء، أُعطيت اختبارات مماثلة لتلك التي كانت في يوم التقديم، بعد الاختبارات، كان لدى الأشخاص أربع ساعات للعمل على المشاكل التي اختاروها، وبعدها ستناقش كل مجموعة التجارب وتراجع الحلول التي توصلت إليها، بعد ذلك أوصل فريق التجربة المشاركين إلى منازلهم. وفي غضون أسبوع بعد الدورة، كتب كل مشارك سردًا ذاتيًا لتجربته، وبعد ستة أسابيع، مُلئت المواضيع مرة أخرى في الاستبيانات، وركزت هذه المرة على التأثيرات على القدرة الإبداعية للفترة التي جاءت بعد الدورة، وعلى صلاحية الحلول التي توصلوا إليها خلال الدورة، وأضيفت هذه البيانات إلى البيانات النفسية التي تقارن نتائج فترتي الاختبار.

## النتائج
تشمل الحلول التي حصلوا عليها من التجربة ما يلي:
- ابتكار طريقة جديدة لتصميم مشراح (أو ميكروتوم) اهتزازي.
- تصميم مبنى تجاري، حصل على استحسان الزبون.
- ابتكار تجارب مسبار فضائي لقياس الخصائص الشمسية.
- تصميم جهاز موجّه للحزم باستخدام مسرّع خطي إلكتروني.
- تحسين هندسي لمسجل شرائط مغناطيسي.
- تصميم كراسي، نموذجية، ومقبولة من قبل الشركة المصنعة.
- تصميم ترويسة (ورقة معنونة)، حصلت على استحسان الزبون.
- ابتكار نظرية رياضية تتعلق بدوائر بوابة الاختيار السالبة.
- الانتهاء من تصميم مخطط الأثاث.
- نموذج تصوري جديد للفوتون، تبين أنه ممكن الاستخدام.
- تصميم سكن خاص، حصل على استحسان الزبون.
- أفكار تتعلق بكيفية استخدام قياس التداخل في تطبيقات التشخيص الطبي باستشعار توزّع الحرارة في جسم الإنسان.

وبلّغ المشاركون أيضًا عن التجارب التالية المتعلقة بتحسين الأداء: انخفاض التثبيط والقلق، والقدرة على إعادة هيكلة المشكلة في سياق أوسع، والسلاسة ومرونة التفكير، وزيادة القدرة على التصوّر المرئي والخيالي، زيادة القدرة على التركيز، وزيادة التعاطف مع العمليات والأشياء الخارجية، زيادة التعاطف مع الناس، وقدرة أفضل على الوصول إلى المعلومات المحفوظة باللاوعي عندهم، والربط بين أفكار مختلفة، وزيادة الحافز للوصول إلى النهاية، وتصوّر الحل بشكل كامل.

## النقد
وفقًا لمراجعة حديثة لم تُنشر صدرت عن ماثيو ج. باغوت الحاصل على درجة الدكتوراه، شارك القائمون على التجربة في إعطاء الميثامفيتامين كمنشط مع الميسكالين، ولم يُذكر ذلك في بحث فيدمان المنشور.
ذُكر في الصفحة الثامنة لملاحظات كريبنر عن استخدام مواد منشطة دون الإشارة لها لعام 1968 «يشير التقرير الأولي إلى أن المشاركين تلقوا الميثامفيتامين، والكلورديازيبوكسيد أيضًا مع الميسكالين: (يتكون نظام إعطاء الدواء في الجلسات الفردية من منشطات نفسية، وعقاقير مخدرة -حوالي 200 ملغ من كبريتات الميسكالين في هذه التجارب- مع مصدر طاقة إضافي في منتصف النهار) هذا بحسب ما نشره فيدمان وزملاؤه في عام 1965، الصفحة الرابعة، وأوضحوا في تقرير لاحق طبيعة هذه المواد، وذُكر فيه الميثيدرين (الميثامفيتامين)، والليبريوم (الكلورديازيبوكسيد) بشكل صريح في نفس المرجع، الصفحة 1_ب. بسبب عدم وصف إعطاء أدوية أخرى في نشرات مراجعة الأقران التي نشرها هارمان وزملاؤه في التقارير النفسية كان عدد المتابعين اللاحقين للعمل الذين لاحظوا ذلك قليلًا جدًا».

## أبحاث ذات صلة
أشار هارمان وفيدمان، في استعراض عام للتجربة، أن التجارب على تحسين أداء معين، من خلال الاستخدام الموجَّه للمخدِّرات قد استمرت في مختلف بلدان العالم.
كتب ستافورد وغوليتلي في كتاب حل المشاكل باستخدام العقاقير المخدّرة عن رجل يعمل في الأبحاث البحرية، مع فريق تحت إشرافه على تصميم جهاز للكشف عن مضاد الغواصات لأكثر من خمس سنوات دون جدوى، وتواصل مع مؤسسة أبحاث صغيرة تدرس استخدام عقار ثنائي إتيل أميد حمض الليسرجيك، وبعد بضع جلسات من التعلّم للسيطرة على سلاسة استخدام هذا العقار (كيفية البدء بتعاطيه، وإيقافه، وكيفية معاكسة تأثيره). ثم أخذه، وبدأ العمل على حل مشكلة التصميم، وفي غضون عشر دقائق وجد الحل الذي كان يبحث عنه، ومُنح براءة اختراع من قبل الولايات المتحدة، ودُرّبت القوات البحرية والعمال في هذه المنطقة على استخدامه.
في عام 1999، عمل جيرمي ناربي، وهو عالم أنثروبولوجيا (علم الإنسان)، ومتخصص في الشامانية الأمازونية (مذهب الاعتقاد بالشياطين)، مترجمًا لثلاثة علماء بيولوجيا جزيئية سافروا إلى منطقة الأمازون في پيرو لمعرفة ما إذا كان بإمكانهم الحصول على معلومات بيولوجية جزيئية من خلال الرؤى التي راودتهم في الجلسات التي نظّمها السكان الشامان الأصليين، يروي ناربي هذه التجربة الأولية وتبادل أساليب اكتساب المعرفة بين علماء الأحياء والسكان الأصليين في مقالته شامانيون وعلماء.
في عام 1991، ذهبت دينيسي كاروسو وهي كاتبة في صحيفة سان فرانسيسكو اكزامينير إلى سيغراف، أكبر تجمع للمختصين بالرسم البياني في العالم، وأجرت مسحًا وعندما عادت إلى سان فرانسيسكو، كانت قد تحدثت إلى 180 محترفًا في مجال الرسم التخطيطي الحاسوبي اعترفوا بأنهم يتناولون عقاقير مخدرة، وأن هذه العقاقير مهمة لعملهم، وفقًا لعالِم الرياضيات رالف أبراهام.
يجري جيمس فاديمان حاليًا دراسة حول الجرعة الصغيرة المخدّرة التي تحسّن الأداء الطبيعي، تعني الجرعة الصغيرة (أو الجرعة دون الإدراكية) أخذ جرعة دون العتبة، والتي تتراوح بين 10 و 20 ميكروغرام بالنسبة لعقار ثنائي إتيل أميد حمض الليسرجيك، والغرض من إعطاء جرعات صغيرة هو تعزيز الوظائف الطبيعية (انظر إلى مقالة منشط الذهن)، وفي هذه الدراسة، يعطى الدواء للمتطوعين كل ثلاثة أيام تقريبًا، ثم يبلِغون بأنفسهم عن التأثيرات الملحوظة على واجباتهم وعلاقاتهم اليومية، ويشمل المتطوعون المشاركون في الدراسة مجموعة واسعة من المهنيين والطلاب في المجالات العلمية والفنية، وتشير التقارير حتى الآن إلى أن الأشخاص المعنيين، بشكل عام، يشهدون أداء طبيعيًا، ولكن مع زيادة التركيز والإبداع والوضوح العاطفي وتعزيز الأداء المادي بشكل طفيف، وكان ألبرت هوفمان أيضًا على علم بالجرعة الصغيرة، ووصفها بأنها المجال الأكثر افتقارًا إلى البحث في العقاقير المخدّرة.
منذ ثلاثينات القرن الماضي، كان الإيبوجايين يباع في فرنسا على شكل أقراص بجرعة 8 ملغ بالاسم التجاري لامبارينيه، وهو مستخلص من نبات تابيرناث مانيه، ويمكن اعتبار 8 ملغ من الإيبوجايين جرعة صغيرة، لأن الجرعات المُستخدمة أثناء العلاج بالإيبوجايين، وأثناء الطقوس تختلف عن ذلك بحدود 10 ملغ/ كغ إلى 30 ملغ/ كغ، وبذلك تصل الجرعة الواحدة عادة إلى 1000 ملغ.
وأعلن عن لامبارين كمنشط عقلي وجسدي، يوصَف في حالات الاكتئاب، والوهن، والنقاهة، والأمراض المعدية، والتي تفوق الجهود البدنية أو العقلية العادية التي يبذلها الأفراد الأصحاء.
وقد حظي العقار بقدر من الشعبية بين رياضيي ما بعد الحرب العالمية الثانية، ولكنه سُحب من السوق عندما حُظر بيع المنتجات الحاوية على الإيبوجايين في عام 1966، وفي نهاية ستينيات القرن الماضي، حظرت اللجنة الأولمبية الدّولية استخدام الإيبوجايين كمادة مخدِّرة محتملة، وتفيد التقارير بأن عقاقير مخدرة أخرى قد استخدمت بنفس طريقة استخدام المنشطات.
في عام 1948، بدأ الأخصائي في علم الأدوية السويسري بيتر ن. ويت أبحاثه حول تأثير بعض العقاقير على العناكب، وأجرت المنظمة تجارب على العناكب باستخدام مجموعة من الأدوية ذات التأثير النفسي، بما في ذلك الأمفيتامين، والميسكالين، والإستركنين، وعقار ثنائي إيتيل أميد حمض الليسرجيك، والكافيين، وكانت النتيجة أن جميع الأدوية خفّضت من انتظام شبكة العنكبوت، ما عدا الجرعات الصغيرة من عقار ثنائي إتيل أميد حمض الليسرجيك والتي كانت 0.1 حتى 0.3 ميكروغرام التي زادت من انتظام الشبكة.